# Cratere Elston
Elston è un cratere sulla superficie di Marte.